# Бірка

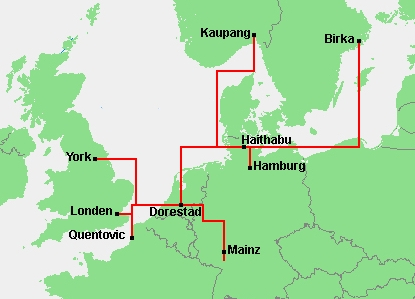
Торгові міста і шляхи епохи вікінгів

Бірка (швед. Birka, лат. Birca) — торговельне і ремісниче поселення VIII-X ст. на острові Б'єрке на південному сході озера Меларен (Швеція).
У письмових джерелах вперше згадана у біографії Святого Ансгара, який перебував у Бірці в 30-х роках IX ст. Проте у цей час місто було вже доволі великим і нараховувало біля тисячі мешканців. Відомо, що в місті мешкали королі, відбувалися тінги. Тут була збудована перша у Швеції церква. Бірка була відома як цент торгівлі хутром і медом, місцеві ремісники славилися своїми виробами з бронзи, залізними і кістяними прикрасами.
Близько 975 року мешканці залишили Бірку. Серед причин знелюднення називають пожежу, обміління річкових шляхів та господарські зміни.
Із занепадом Бірки відбувається піднесення сусідньої Сігтуни.